# Masanobu Izumi
Masanobu Izumi (泉 政伸 Izumi Masanobu?,  nacido el 8 de abril de 1944 en Hiroshima) es un exfutbolista japonés que se desempeñaba como delantero.
En 1965, Izumi jugó para la selección de fútbol de Japón.

## Trayectoria

### Clubes
| Club          | País  | Año         |
| ------------- | ----- | ----------- |
| Toyota Motors | Japón | 1967 - 1976 |

### Selección nacional
| Selección | País  | Año  |
| --------- | ----- | ---- |
| Absoluta  | Japón | 1965 |

## Estadística de equipo nacional
| Selección de Japón | Selección de Japón | Selección de Japón |
| Año                | Part.              | Goles              |
| ------------------ | ------------------ | ------------------ |
| 1965               | 1                  | 0                  |
| Total              | 1                  | 0                  |